# 希蒙托爾尼奧
希蒙托爾尼奧是匈牙利的城鎮，位於該國南部，由托爾瑙州負責管轄，面積33.83平方公里，最高點海拔高度220米，2011年人口4,086，其中約一半居民信奉天主教。

## 外部連結
- Simontornya's info page
- Street map （匈牙利文）